# 240 км (платформа ВМО)
240 км — зупинний пункт/пасажирська платформа Великого кільця Московської залізниці в Троїцькому окрузі Москви. Відноситься до Московсько-Смоленського регіону Московської залізниці. Знаходиться в межах станції Бекасово-Сортувальне (один з шести з.п. цієї станції).
Названа по відстані від станції Александров-1.
Складається з однієї низької прямої берегової платформи. Платформа неповної довжини (розрахована на приймання 6-вагонного електропоїзда). На платформі знаходиться навіс для захисту пасажирів від дощу. Будівлі та споруди витримані в синьо-білій колірній гамі, характерною для Київського напрямку Московської залізниці.
У платформи проходить тільки одна колія станції Бекасово-Сорт. (Головна колія № II), якою здійснюється двосторонній рух приміських електропоїздів. Головна колія № I проходить з іншого боку станції, зупинних пунктів не має, не використовується приміськими поїздами.
На платформі зупиняються: 5 (6 у вихідні дні) пар електропоїздів, що курсують на дільниці Кубинка-2 — Кубинка-1 — Бекасово-1 — Стовбова — Дєтково, електропоїзд Калуга-1 — Хрести (1 пара), 2 пари (3 влітку) електропоїздів Москва-Київська — Хрести, і 2 пари електропоїздів лінії Апрелівка — Дєтково. Квитки для проїзду можна придбати безпосередньо в електропоїздах у роз'їзних касирів.
Середній час у дорозі електропоїзда від 240 км до Бекасово-1 — 24 хвилини. До Москви-Київської — 1 година 45 хвилин. До станції Стовбова — 54 хвилини.